# Jack Kehoe
Jack Kehoe (New York, 21 novembre 1934 – Los Angeles, 14 gennaio 2020) è stato un attore statunitense.

## Carriera
Ha recitato principalmente in gangster-movie: il suo primo ruolo importante fu in Serpico (1973), interpretato da Al Pacino, cui fece seguito la parte di Joe Erie, un mite truffatore, nella commedia La stangata (1974), al fianco di Paul Newman e Robert Redford. Altro suo ruolo è quello di Walter Ritter in Il Papa del Greenwich Village (1984), diretto da Stuart Rosenberg.
Il personaggio che lo consacrò fu però quello di Walter Payne, il contabile di Al Capone nel film The Untouchables - Gli intoccabili (1987), che inaugurò una lunga serie di partecipazioni negli anni successivi a film di grande successo, come Prima di mezzanotte (1988), Dick Tracy (1990), Young Guns II - La leggenda di Billy the Kid (1990) ed Un giorno di ordinaria follia (1993).

## Filmografia

### Cinema
- La gang che non sapeva sparare (The Gang That Couldn't Shoot Straight), regia di James Goldstone (1971)
- Gli amici di Eddie Coyle (The Friends of Eddie Coyle), regia di Peter Yates (1973)
- Serpico, regia di Sidney Lumet (1973)
- La stangata (The Sting), regia di George Roy Hill (1973)
- Legge e disordine (Law and Disorder), regia di Ivan Passer (1974)
- Car Wash, regia di Michael Schultz (1976)
- Basket Music (The Fish That Saved Pittsburgh), regia di Gilbert Moses (1979)
- On the Nickel, regia di Ralph Waite (1980)
- Una volta ho incontrato un miliardario (Melvin and Howard), regia di Jonathan Demme (1980)
- Reds, regia di Warren Beatty (1981)
- La ballata di Gregorio Cortez (The Ballad of Gregorio Cortez), regia di Robert M. Young (1982)
- Condannato a morte per mancanza di indizi (The Star Chamber), regia di Peter Hyams (1983)
- Due come noi (Two of a Kind), regia di John Herzfeld (1983)
- Il Papa del Greenwich Village (The Pope of Greenwich Village), regia di Stuart Rosenberg (1984)
- The Wild Life, regia di Art Linson (1984)
- The Killers, regia di Patrick Roth (1984)
- Il volo migratorio dell'oca (Flight of the Spruce Goose), regia di Lech Majewski (1986)
- Anni pericolosi (The Little Sister), regia di Jan Egleson (1986)
- The Untouchables - Gli intoccabili (The Untouchables), regia di Brian De Palma (1987)
- D.O.A. - Dead on Arrival (D.O.A.), regia di Annabel Jankel e Rocky Morton (1988)
- Prima di mezzanotte (Midnight Run), regia di Martin Brest (1988)
- Dick Tracy, regia di Warren Beatty (1990)
- Young Guns II - La leggenda di Billy the Kid (Young Guns II), regia di Geoff Murphy (1990)
- Joey deve fuggire (Servants of Twilight), regia di Jeffrey Obrow (1991)
- Un giorno di ordinaria follia (Falling Down), regia di Joel Schumacher (1993)
- Cronisti d'assalto (The Paper), regia di Ron Howard (1994)
- Gospel According to Harry, regia di Lech Majewski (1994)
- The Game - Nessuna regola (The Game), regia di David Fincher (1997)

### Televisione
- A Hatful of Rain – film TV (1968)
- N.Y.P.D. – serie TV, 1 episodio (1969)
- Shell Game – film TV (1975)
- Squadra Most Wanted (Most Wanted) – serie TV, 1 episodio (1976)
- Chicago Story – film TV (1981)
- American Playhouse – serie TV, 1 episodio (1982)
- Quincy (Quincy M.E.) – serie TV, 1 episodio (1982)
- Squadriglia top secret (Call to Glory) – serie TV, 1 episodio (1984)
- Miami Vice – serie TV, episodio 1x20 (1985)
- Top Secret (Scarecrow and Mrs. King) – serie TV, 1 episodio (1985)
- La signora in giallo (Murder, She Wrote) – serie TV, episodio 2x04 (1985)
- Saranno famosi (Fame) – serie TV, 1 episodio (1985)
- Ai confini della realtà (The Twilight Zone) – serie TV, 1 episodio (1985)
- A Winner Never Quits – film TV (1986)

## Doppiatori italiani
Nelle versioni in italiano delle opere in cui ha recitato, Jack Kehoe è stato doppiato da:
- Manlio De Angelis in La stangata, Cronisti d'assalto
- Gianfranco Bellini in The Untouchables - Gli intoccabili, Prima di mezzanotte
- Rodolfo Traversa in Miami Vice
- Sergio Di Stefano in Top Secret
- Dario Penne in La signora in giallo
- Sergio Matteucci in D.O.A. - Dead on Arrival
- Carlo Cosolo in Young Guns II - La leggenda di Billy the Kid
- Edoardo Siravo in The Game - Nessuna regola